# ロドペー (ギリシア神話)

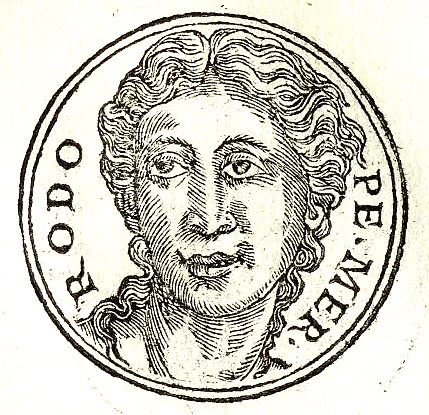
ハイモスの妻のロドペー。

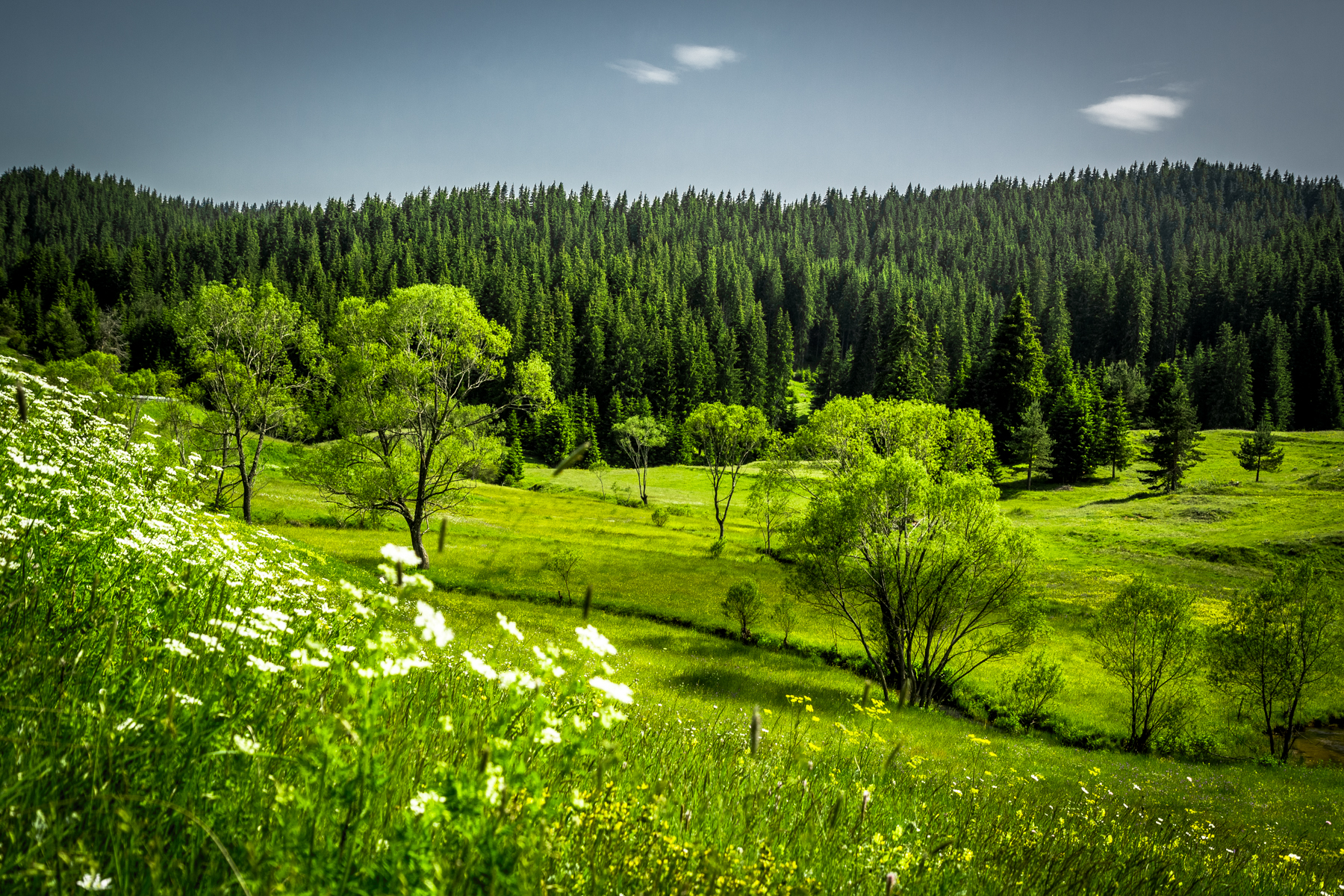
ロドピ山脈。ハイモスの妻ロドペーの名前に由来するとされる。

ロドペー（古希: Ῥοδόπη, Rhodopē）は、ギリシア神話の女性である。長音を省略してロドペとも表記される。主に、
- オーケアノスの娘
- ハイモスの妻
- ストリューモーンの娘

の3人が知られている。以下に説明する。

## オーケアノスの娘
このロドペーは、大洋神オーケアノスとテーテュースの3000人の娘（オーケアニデス）の1人。『ホメーロス風讃歌』の第2歌「デーメーテール讃歌」によると、デーメーテールの娘ペルセポネーの友人の1人で、冥界の王ハーデースがペルセポネーを誘拐したとき、ほかの姉妹たちやアルテミスとともに、ペルセポネーと花を摘んで遊んでいた。なお、「デーメーテール讃歌」で挙げられているオーケアニデスのうち、レウキッペー、パイノー、メリテー、イアケーとともにヘーシオドスの『神統記』で言及されていない5人の中の1人である。

## ハイモスの妻
このロドペーは、トラーキア地方の王ハイモスの妻。2人は自らをゼウス、ヘーラーと呼んだために神々の怒りを買い、ハイモス山（バルカン山脈）とロドペー山（ロドピ山脈）に変えられた。オウィディウスの『変身物語』によると、ロドペーとハイモスの物語は女神アテーナーがアラクネーとの機織り勝負の際に織り込んだ絵柄の1つであった。

## ストリューモーンの娘
このロドペーは、トラーキア地方の河神ストリューモーンの娘で、海神ポセイドーンとの間にアトスを生んだ。